# Monte Stephenson
El monte Stephenson es una montaña de la Antártida situada en la isla Alejandro I, dentro del territorio reclamado por Argentina, Chile y Reino Unido.

## Características
Se encuentra en la parte central de la cordillera Douglas, a la cabeza del glaciar Toynbee y el glaciar Sedgwick, cerca de la costa este de la isla Alejandro I, a 8 millas al oeste del canal Jorge VI (canal Sarmiento).
Tiene una altura de 2987 metros (9800 pies). Es la montaña más alta de la cordillera Douglas y el punto más alto en la isla Alejandro I. El monte Egbert, que ocupa el segundo lugar en la cordillera Douglas, tiene una altitud de 2895 metros y se encuentra a 8 millas náuticas (15 kilómetros) al sur-sureste del monte Stephenson.

## Historia y toponimia
La montaña probablemente fue vista por primera vez en 1909 por la Cuarta Expedición Antártica Francesa dirigida por Charcot, aunque no se estableció su pertenencia a la cordillera Douglas. Fue examinada por primera vez en 1936 por Stephenson, Fleming y Bertram de la Expedición Británica a la Tierra de Graham (BGLE) dirigida por Rymill. El lado este de la montaña fue reexaminado en 1948 por el Falkland Islands Dependencies Survey (FIDS), quien dio nombre al monte homenajeando a Alfred Stephenson, topógrafo y uno de los líderes de la expedición BGLE de 1936 en el canal Jorge VI.
En la isla Alejandro I hay otro accidente geográfico con el apellido de Alfred Stephenson, el nunatak Stephenson.